# Chemitta

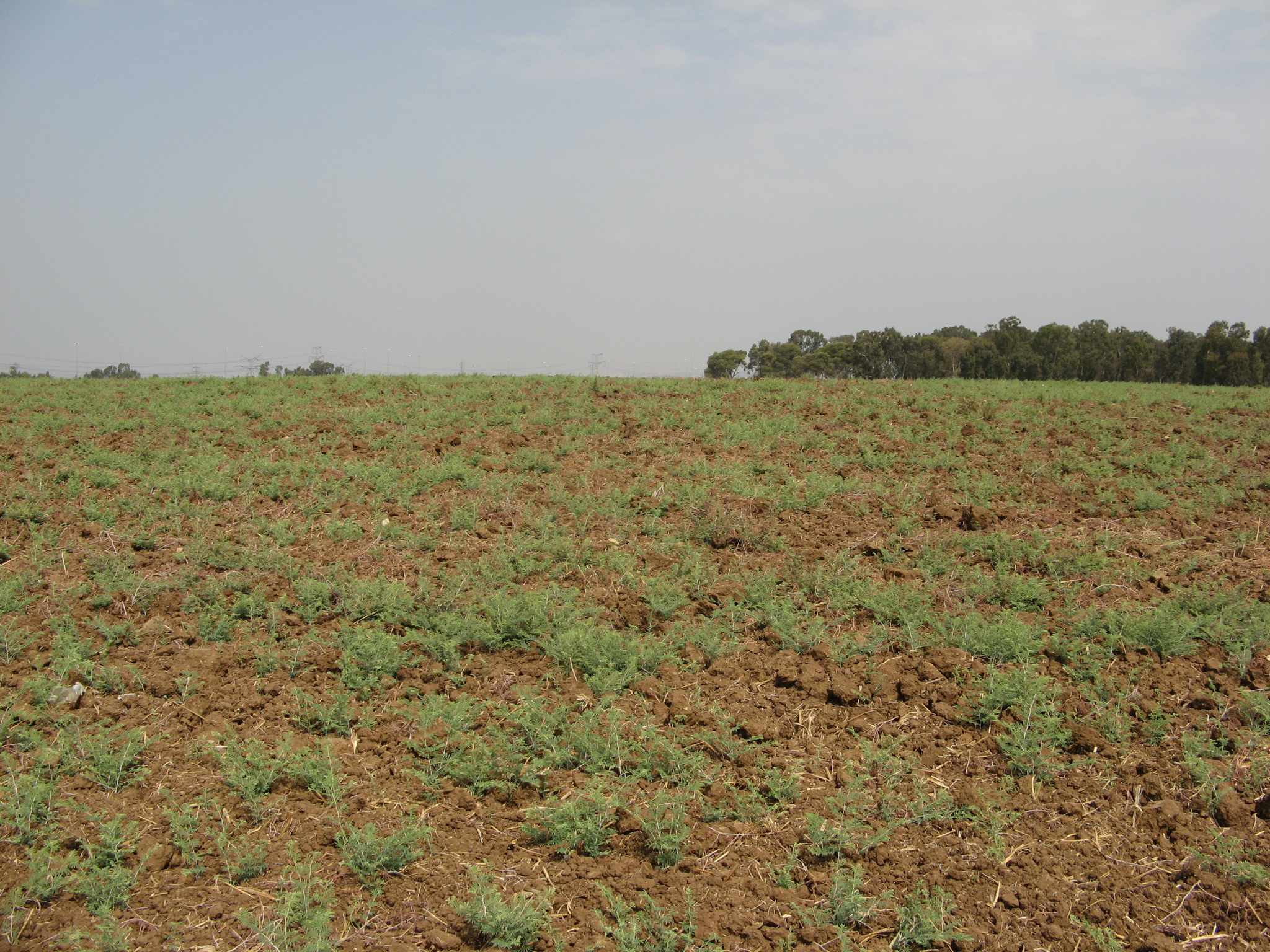
Champ non-cultivé durant la chemitta, près de Rosh Ha-Ayin, 2007.

La chemitta, shemitah ou shmita (en hébreu : שְׁמִטָּה, « [année de] rémission ») est une année sabbatique définie par la Torah pour l’agriculture : tous les sept ans, les agriculteurs et propriétaires fonciers juifs doivent observer une année de jachère. En quelque sorte, les terres doivent se reposer comme les humains doivent le faire le septième jour de la semaine ainsi que l’indique Dieu à Moïse : « Mais la septième année sera un shabbat, un temps de repos pour la terre, un shabbat en l’honneur de l’Éternel : tu n’ensemenceras point ton champ, et tu ne tailleras point ta vigne. » Cette pratique est, par analogie, à l'origine de l'emploi de l'expression « année sabbatique » dans ses acceptions contemporaines.

## Pratiques modernes
En Israël, certains considèrent que seules les terres détenues par des propriétaires juifs sont concernées par la jachère. Il est donc permis aux propriétaires juifs de revendre leurs terres à des acheteurs arabes avant l'année de chemitta, les utiliser en location, puis les racheter après l'année de chemitta. Ce qui est couramment pratiqué et convient aux deux parties. Cependant, cette pratique n'est pas approuvée par tous, et certains rabbins considèrent cela comme une mauvaise interprétation de la Torah.

## La rémission des dettes
La rémission sabbatique concerne aussi les dettes. Le Deutéronome indique : « Tous les sept ans, tu feras relâche. Et voici comment s’observera la relâche. Quand on aura publié la relâche en l’honneur de l’Éternel, tout créancier qui aura fait un prêt à son prochain se relâchera de son droit, il ne pressera pas son prochain et son frère pour le paiement de sa dette. » La date précise de rémission des dettes est celle de la fête des tabernacles : « Moïse leur donna cet ordre : Tous les sept ans, à l’époque de l’année de la relâche, à la fête des tabernacles, quand tout Israël viendra se présenter devant l’Éternel, ton Dieu, dans le lieu qu’il choisira, tu liras cette loi devant tout Israël, en leur présence. »
En situation de faillite personnelle, le débiteur insolvable pouvait finir esclave de son créancier. La rémission de la dette s’applique aussi, pourvu qu’il soit juif, à celui dont le statut d’esclave est né de la dette : « Ainsi parle l’Éternel, le Dieu d’Israël : J’ai fait une alliance avec vos pères, le jour où je les ai fait sortir du pays d’Égypte, de la maison de servitude ; et je leur ai dit : "Au bout de sept ans, chacun de vous renverra libre son frère hébreu qui se vend à lui ; il te servira six années, puis tu le renverras libre de chez toi." »

## Années dechemitta
Dans le calendrier hébraïque, les années récentes de chemitta sont : 5761 (2000-2001), 5768 (2007-2008), 5775 (2014-2015) et 5782 (2021-2022).

## Galerie

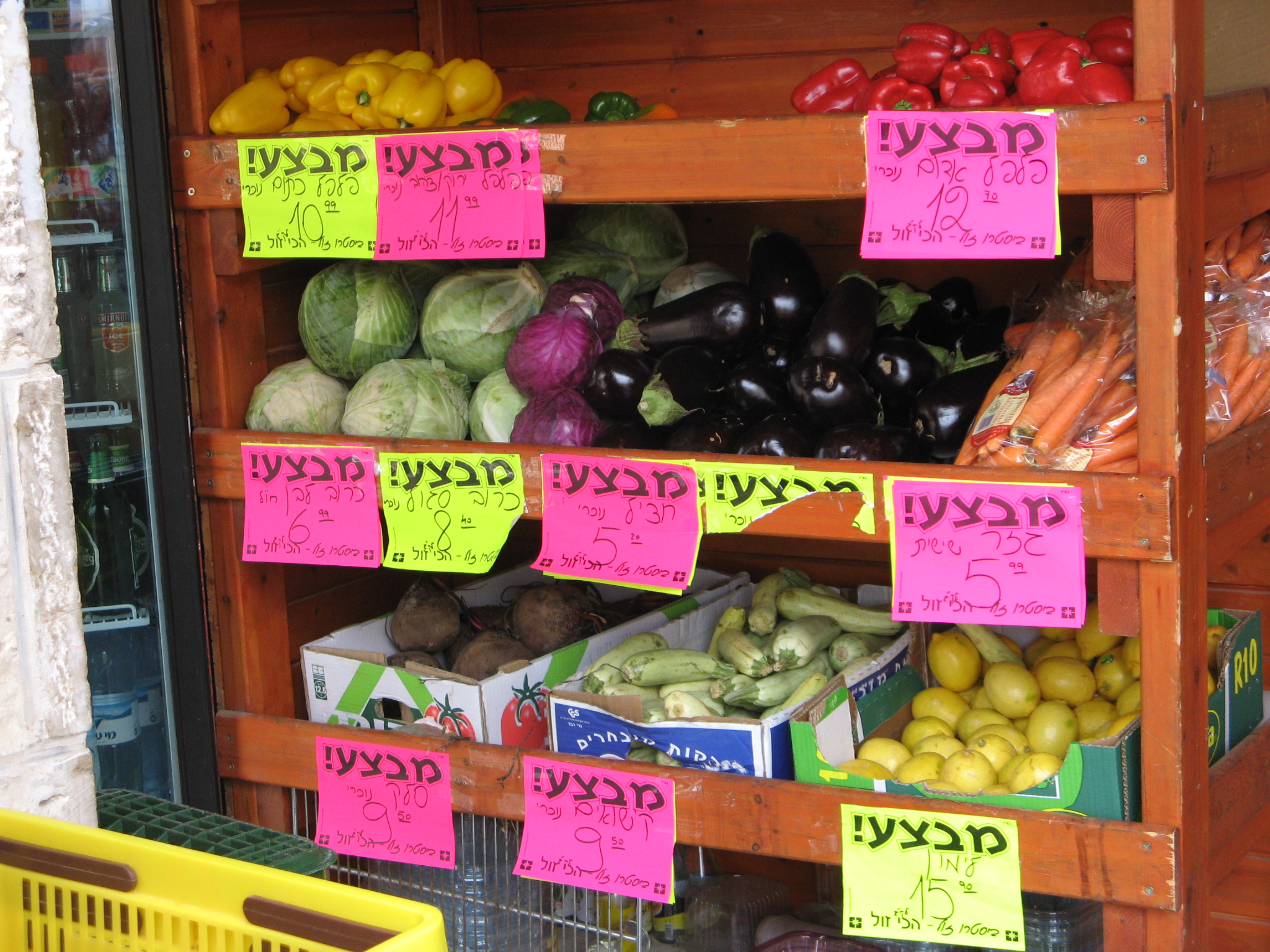
Marquage des légumes dans l'année de chemitta : chou blanc provenant de l’étranger, carotte marquée « sixième » (c’est-à-dire récoltée avant le Nouvel An 2004) et les autres légumes étant des « produits étrangers », c’est-à-dire cultivés par des gentils dans un champ de gentils.
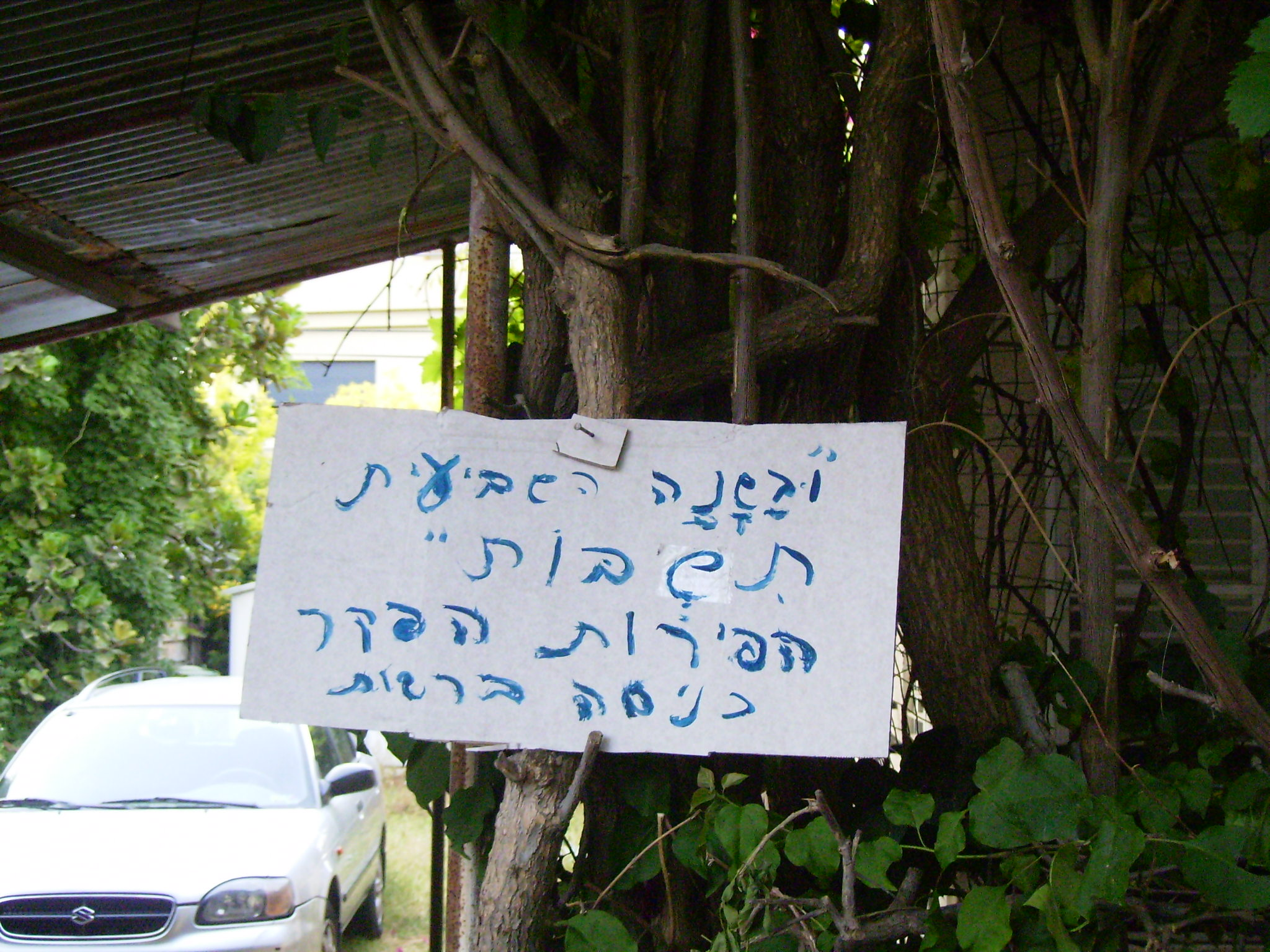
Habitant de Holon annonçant que les fruits des arbres de sa cour sont hefker (propriété abandonnée) à l’occasion du shnat chemitta, 2008.
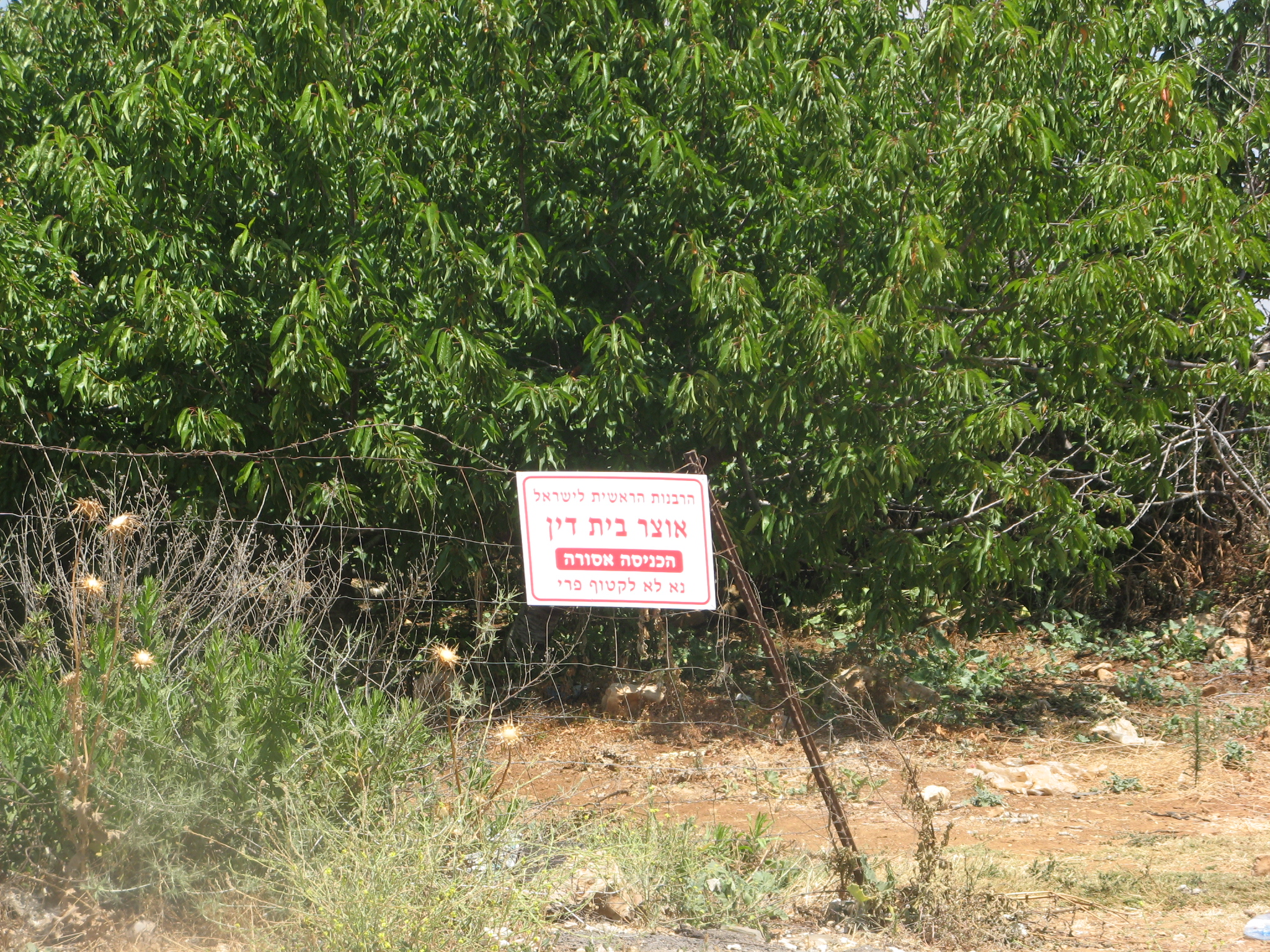
Pancarte d'interdiction apposée par le Grand Rabbinat à Ofra (en), 2008.
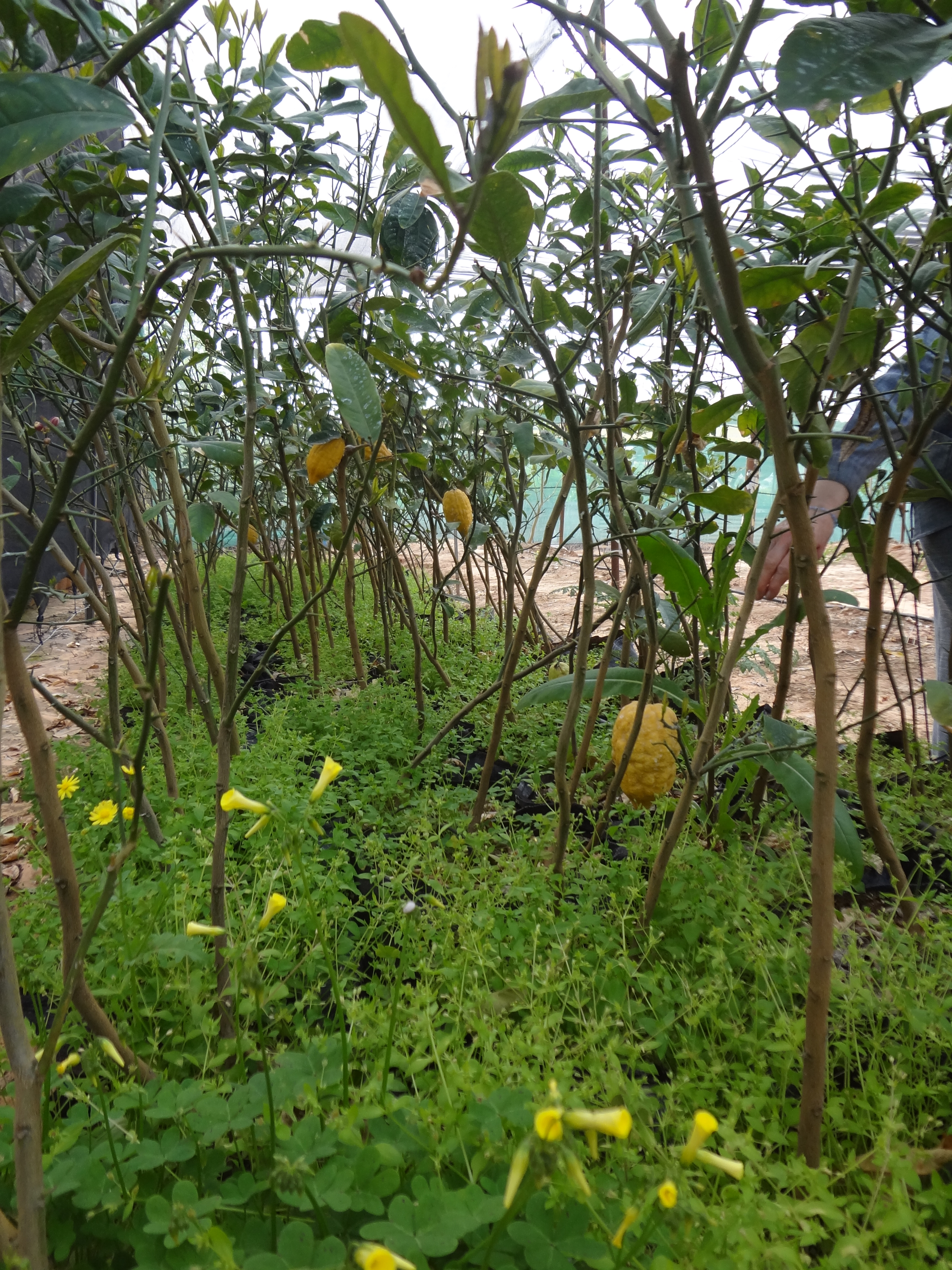
Verger d'étrogs dans le village de Chabad qui n’est pas cultivé pendant l’année de la chemitta et où ont poussé de mauvaises herbes, 2012.
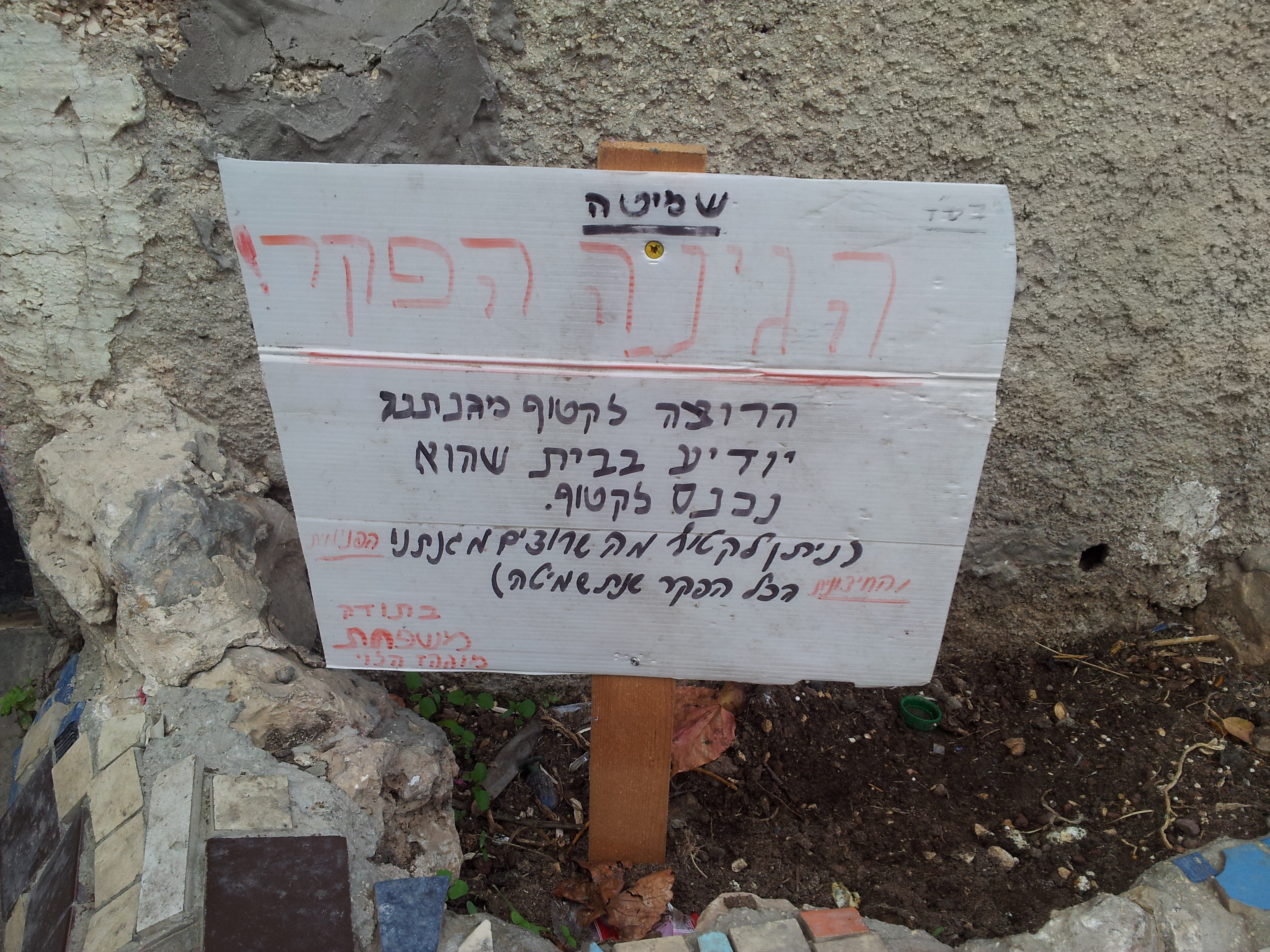
Pancarte à Jérusalem signalant que les fruits du jardin sont Hefker (n'importe qui peut les récolter) durant l'année de chemitta, 2014.
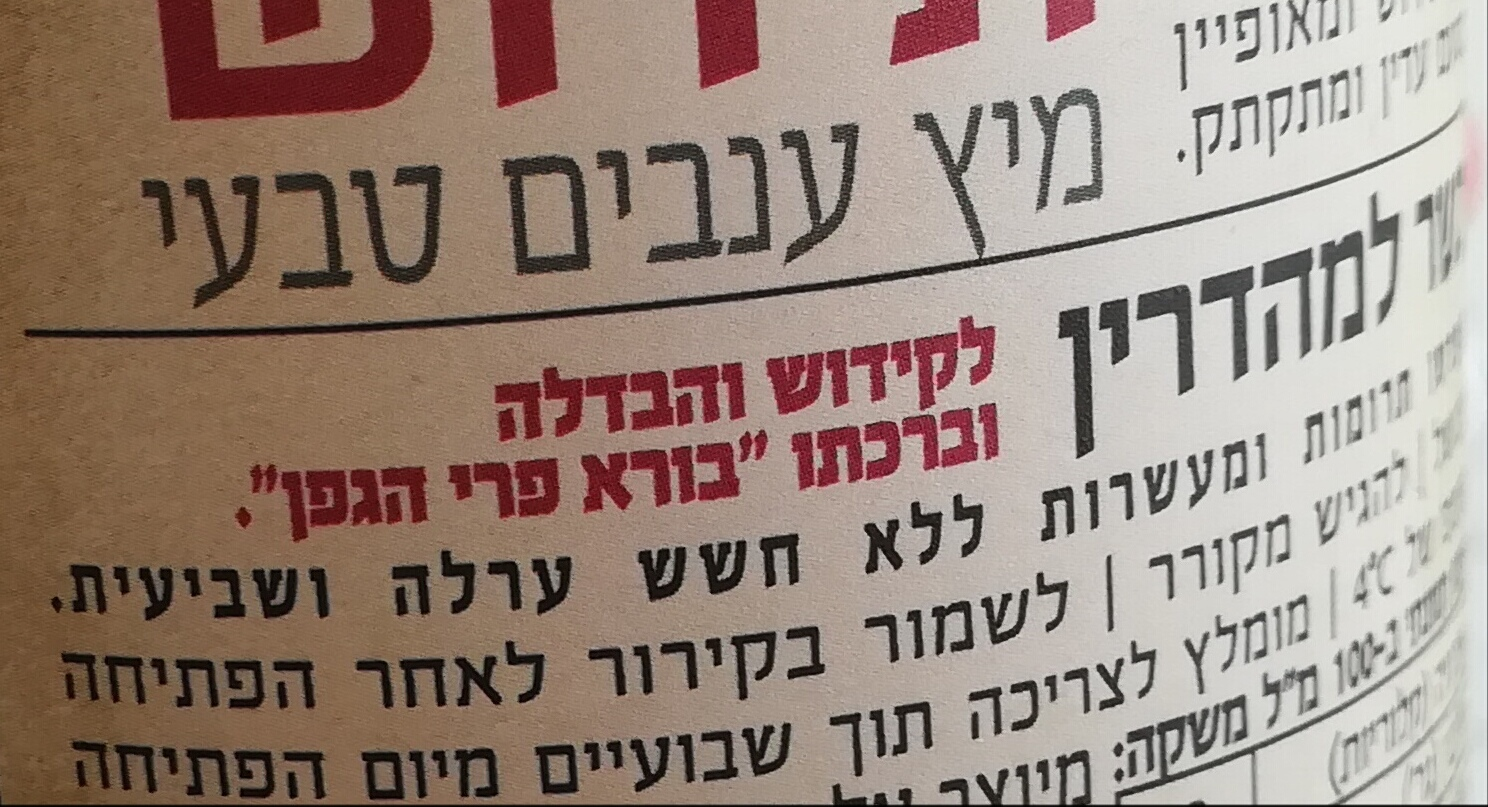
Vin de Kiddouch et Havdalah, marqué « sans crainte de septième », 2018.